# مبدل گرمایی
مبدل گرمایی یا مبدل حرارتی (غلط مصطلح از مبادله‌کننده حرارتی) (به انگلیسی: Heat exchanger) دستگاهی است که برای انتقال حرارت مؤثر بین دو سیال (گاز یا مایع) به دیگری استفاده می‌شود. از رایج‌ترین مبدل‌های حرارتی رادیاتور خودرو و رادیاتور شوفاژ است.مبدل‌های حرارتی در صنایع مختلف از جمله تهویه مطبوع، خودرو، نفت و گاز و بسیاری صنایع دیگر مورد استفاده قرار می‌گیرند. تجهیزات حرارتی عموما در سامانه‌های فرایندی مثل پالایشگاه‌ها به دو دسته کلی تقسیم می‌شوند.
- کوره (Furnace)
- مبدل حرارتی (Heat Exchanger)

مبدل حرارتی چرخه حفاظتی دما

تفاوت کوره و مبدل حرارتی در منبع گرمایشی است، یعنی اینکه منبع گرمایشی در کوره سوخت‌های مایع و گازی است. در حالیکه در مبدل حرارتی منبع گرمایشی سیال گرم است.
در کوره با توجه به نوع منبع گرمایشی مکانیسم انتقال حرارت به صورت جابه‌جایی (Convection) و تشعشعی (Radiation) توأم است، حال آنکه مکانیسم انتقال حرارت در مبدل حرارتی فقط جابه‌جایی (Convection) است.

## انواع مبدل‌های حرارتی
- مبدل‌های هوا خنک
- مبدل‌های پوسته و لوله
- مبدل‌های صفحه‌ای
- مبدل‌های کروی

```
تقسیم‌بندی مبدل‌های حرارتی به صورت زیر می باشد :
```

مبدل‌های حرارتی را می‌توان از جنبه‌های مختلف دسته‌بندی کرد:
- تقسیم‌بندی مبدل حرارتی بر اساس نوع و سطح تماس سیال سرد و گرم
- تقسیم‌بندی مبدل حرارتی بر اساس جهت جریان سیال سرد و گرم
- تقسیم‌بندی مبدل حرارتی بر اساس مکانیسم انتقال حرارت بین دو سیال سرد و گرم
- تقسیم‌بندی مبدل حرارتی بر اساس ساختمان مکانیکی و ساختار مبدل

### مبدل‌های حرارتی نوع Recuperative
در این نوع مبدل حرارتی سیال سرد و گرم توسط یک سطح جامد ثابت از یکدیگر جدا شده‌اند و انتقال از طریق سطح مذکور صورت می‌گیرد. اکثراً مبدل‌های حرارتی موجود در صنعت از این دسته هستند.

### مبدل حرارتی نوع Regenerative
در این نوع مبدل حرارتی، سطح جداکننده سیال سرد و گرم ثابت نبوده و به‌طور متناوب قسمت‌هایی از سطح مذکور در معرض حرکت سیال سرد یا گرم قرار می‌گیرند.
این نوع مبدل حرارتی بیشتر در مقیاس‌های آزمایشگاهی و تحقیقاتی مورد استفاده قرار می‌گیرد.

#### مبدل‌های حرارتی نوع تماس مستقیم
در این نوع مبدل حرارتی، سیال سرد و گرم به‌طور مستقیم تماس حاصل نموده (هیچ دیواره ای بین جریان‌های سرد و گرم وجود ندارد) و تبادل انرژی یا حرارت انجام می‌گیرد.
در مبدل‌های تماس مستقیم، جریان‌ها، دو مایع غیرقابل اختلاط یا یک گاز و یک مایع هستند. این مبدل‌ها معمولاً از راندمان حرارتی بالایی برخوردارند.
نمونه ای از این مبدل‌ها، برج‌های خنک کن، کولرهای آبی و گرم کن‌های Open Feed Water Heater موجود در نیروگاه‌های بخار می‌باشند.

## استانداردهای مرتبط
- TEMA که توسط انجمن تولیدکنندگان مبدل‌های لوله‌ای (آمریکا) تدوین شده‌است. برای طراحی و ساخت مبدل‌های پوسته لوله‌ای مورد استفاده قرار می‌گیرد.
- API ۶۶۰ که توسط انجمن نفت آمریکا تدوین شده‌است و برای طراحای و ساخت مبدل‌های پوسته‌های لوله‌ای استفاده می‌گردند.
- API ۶۶۱ که توسط انجمن نفت آمریکا تدوین شده‌است و برای طراحی و ساخت مبدل‌های هوا خنک استفاده می‌گردند.
- ASME Sec VIII که برای طراحی مکانیکی مبدل‌های حرارتی فشار بالا استفاده می‌گردد.

## اصول طراحی مبدل‌های حرارتی صفحه‌ای
مبدل حرارتی صفحه‌ای اساساً با توجه به سادگی نت و با توجه به نیازهای صنایع غذائی در دهه ۱۹۳۰ ابداع شدند و طراحی بهینه آن در دهه ۱۹۶۰ با تکامل مؤثرتر هندسه صفحات، مونتاژ اجزا و مواد بهینه تر برای ساخت واشرهای مورد استفاده در این نوع مبدل‌ها کارآمدتر از گذشته مورد بازبینی قرار گرفت و موارد استفاده از آن‌ها به تمامی صنایع راه پیدا کرد و توانسته‌است از رقیب خود (مبدل‌های لوله‌ای) پیشی بگیرد.
به دلیل تنوع بسیار زیاد محدوده‌های طراحی این نوع مبدل‌ها که در نوع صفحات و آرایش آن‌ها قابل بررسی است عملاً شرکت‌های سازنده آن‌ها اطلاعات محرمانه طراحی را اعلام نمی‌کنند.
مبدل‌های صفحه‌ای واشردار تشکیل شده‌است از تعدادی صفحات نازک با سطح چین دار یا موج دار که جریان سیال گرم یا سرد را از هم جدا می‌کنند. صفحات دارای قطعاتی در گوشه‌ها هستند و به نحوی چیدمان شده‌اند که دو سیال عامل به صورت یک در میان میان صفحات جریان دارند. طراحی و واشربندی بهینه این امکان را ایجاد می‌کند که مجموعه از صفحات در کنار یکدیگر تشکیل یک مبدل صفحه‌ای مناسب را بدهند. مبدل‌های حرارتی صفحه‌ای معمولاً «در جریان سیالتی با فشار پائین‌تر از ۲۵bar و دمای کمتر از ۲۵۰ درجه محدود می‌شوند. از آنجا که کانال‌های جریان کاملاً کوچک هستند جریان قوی گردابه‌ای و توربولانس موجب بزرگ بودن ضرایب انتقال حرارت و افت فشارها می‌گردد به‌علاوه بزرگ بودن تنش برشی موضعی باعث کاهش تشکیل رسوب می‌شود. واشرها از نشتی سیال به بیرون مبدل جلوگیری می‌کنند و سیال‌ها را در صفحات به شکل مورد نظر هدایت می‌نمایند. شکل جریان عموماً» به نحوی انتخاب می‌شوند که جریان سیال‌ها خلاف جهت یکدیگر باشند.

## انواع مبدل‌های صفحه‌ای

### صفحه‌ای حلزونی

مبدل حرارتی حلزونی سیال گرم ۱ و سیال سرد ۲

با پیچاندن دو صفحه بلند موازی به شکل یک حلزونی و با استفاده از مندرل و جوش دادن لبه‌های صفحات مجاور به صورتی که یک کانال را تشکیل دهند، شکل داده می‌شود.
در هر یک از دو مسیر حلزونی یک جریان ثانویه ایجاد می‌شود که انتقال حرارت را افزایش و تشکیل رسوب را کاهش می‌دهد این نوع مبدل‌های حرارتی بسیار فشرده هستند و طبعاً گران‌قیمت می‌باشند. سطح انتقال حرارت برای این مبدل‌ها در محدوده ۰٫۵ تا m۲۵۰۰ و فشار کارکرد تا ۱۵ بار و دمای ۵۰۰ سانتیگراد محدوده می‌شود.
این نوع مبدل بیشتر در کاربرد سیال لجن آلود، مایعات لزج و مایعاتی با ذرات جامد معلق شامل ذرات بزرگ و جریان دو فازی مایع – جامد استفاده می‌شود.

### لاملا
مبدل حرارتی نوه لاملا (ریمن) شامل مجموعه کانال‌های ساخته شده از صفحات فلزی نازک است که به‌طور موازی جوشکاری شده‌است. به‌دلیل آشفتگی زیاد جریان توزیع یکنواخت جریان و سطوح صاف به سادگی رسوب نمی‌گیرند. این طرح از مبدل می‌تواند تحمل فشار تا ۳۵ بار و دمای ۲۰۰ درجه سانتیگراد برای واشرهای تفلون و ۵۰۰ درجه سانتیگراد برای واشرهای آزبست است.

### صفحه‌ای واشردار

#### خصوصیات مکانیکی صفحه‌ای واشردار
یک مبدل حرارتی صفحه‌ای تشکیل شده‌است از صفحات ثابت، صفحات فشار دهنده و تجهیزات پنوماتیکی یا مکانیکی متعلقه و connection portsها. سطح انتقال حرارت از یک سری صفحات با مجاری ورودی و خروجی تشکیل می‌شود.

## مجموعه صفحات و فریم اصلی
هنگامیکه تعدادی از صفحات این نوع مبدل‌ها بهم فشرده می‌شوند و تشکیل مبدل صفحه‌ای را می‌دهند سوراخ‌های واقع در گوشه‌های این صفحات تشکیل تونل‌ها یا مجاری پیوسته‌ای را می‌دهند که سیال را از مبدأ ورودی به صفحات هدایت می‌کند که در آنجا با توجه به شکل شیارهای صفحات بین آن‌ها توزیع می‌شود. مجموعه این دسته از صفحات با وسائل مکانیکی یا هیدرولیکی بهم فشرده می‌شوند. جوی‌های جریان سیال که در مابین صفحات و خروجی گوشه‌های آن تشکیل می‌شود به نحوی چیدمان شده‌است که جریان‌های سرد و گرم انتقال حرارت به‌شکل یک در میان در کنار یکدیگر قرار می‌گیرند به‌طوری‌که همیشه دارای چیدمان مخالف جهت حرکت جریان می‌باشند. در طی عبور از مبدل حرارتی، سیال گرمتر بخشی از انرژی حرارتی خود را از طریق دیواره صفحه‌ای نازک به سیال سردتر در سمت دیگر منتقل می‌کند و در نهایت سیال‌ها به حفره‌های لوله‌ای شکلی که در انتهای دیگر مجموعه صفحات وجود دارد سرازیر می‌شوند و از مبدل خارج می‌شود. این صفحات می‌توانند تا صد عدد در یک مبدل در کنار هم قرار گیرند و خدمات حرارتی خود را به صنعت ارائه دهند.
مجموعه صفحات بین دو صفحه فلزی انتهائی به وسیلهٔ پیچ بهم وصل می‌شوند. صفحات و قطعات منفصل فریم از میله حامل بالائی آویزان هستند و در انتهای مبدل به وسیلهٔ میله راهنما نگهداری می‌شوند. میله حامل و میله راهنما به قطعه ثابت فریم پیچ و مهره می‌شود و بجز مبدل‌های کوچک بقیه به تکیه‌گاه انتهائی متصل می‌شوند هر چند این نمی‌تواند همیشه یک قاعده کلی باشد.
مجموعه صفحات مانند دسته لوله‌ها در مبدل‌های پوسته‌ای و لوله‌ای است با این تفاوت مهم که دو سمت جریان گرم و سرد در یک مبدل حرارتی صفحه‌ای معمولاً دارای مشخصه‌های هیدرودینامیکی یکسانی است. صفحه فلزی مبدل جزء اساسی این سیستم حرارتی محسوب می‌شود که اندازه بزرگ‌ترین صفحه از ۳/۴ متر ارتفاع و ۱/۱ متر عرض است. نرخ انتقال حرارت برای یک صفحه در محدوده رنج ۰۱/۰تا ۶/۳ متر مربع قرار دارد که برای اجتناب از توزیع غیریکسان سیال درعرض صفحه، حداقل نسبت طول/عرض حدود ۸/۱ انتخاب می‌شود. ضخامت صفحات مبدل در محدوده رنج ۵/۰ تا ۲/۱ میلی‌متر که در فواصل ۵/۲ تا ۵ میلی‌متر از یکدیگر قرار گرفته‌اند تا قطر هیدرولیکی ۴ تا ۱۰ میلی‌متر را برای کانال عبور جریان ایجاد کند.

## واشر بندی
با واشر بندی و عایقکاری دور لبه صفحه خارجی می‌توان از نشتی جریان از کانال‌های صفحات به محیط بیرون جلوگیری نمود. صفحات می‌توانند از جنس استنلس استیل، تیتانیوم، تیتانیوم-پالادیوم و … ساخته شوند که با توجه به ضریب هدایت گرمایی متفاوتی که دارا می‌باشند در طراحی مورد توجه واقع می‌شوند.

## ماده ضریب هدایت گرمایی
استنلس استیل(۳۱۶)17
تیتانیوم ۲۰
اینکونل ۶۰۰ ۱۶
اینکولوی ۸۲۵ ۱۲
هستلوی C -۲۷۶ ۶/ ۱۰
مونل ۴۰۰ ۶۶
نیکل ۲۰۰ ۶۶
کاپرونیل ۱۰/۹۰ ۵۲
کاپرونیل ۳۰/۷۰ ۳۵

## انواع صفحات مبدل
در عمل محدوده نسبتاً متنوع و زیادی از انواع صفحات مبدل وجود دارد اما به بررسی دو نوع نسبتاً جدید از این صفحات می‌پردازیم که کاربرد وسیعتری دارند. این دو نوع بنام‌های شورون(chevron) و واشبرد (washboard) در دسترس هستند. البته با توجه به تغییرات زیاد انتقال حرارت و فشار در هر الگوی صفحات موجدار روش‌های پیشگوئی انتقال حرارت و فشار بر اساس داده‌های تجربی همان الگوی مشخص استوار است. در صفحات نوع واشبرد، صفحات مجاور به‌صورتی مونتاژ می‌شوند که کانال جریان سیال حرکتی آشفته و گردابی با سیال می‌دهد. این الگوی موجدار زاویه‌ای به نام دارد که از آن به زاویه شورون نام می‌بریم.
که این زاویه در صفحات مجاور هم معکوس می‌شوند به‌صورتی‌که وقتی صفحات به یکدیگر محکم می‌شوند موج‌های سطحی نقاط تماس زیادی برقرار می‌کنند که به همین دلیل صفحات مبدل می‌تواند از مواد بسیار نازک تا حدود ۶/۰ میلی‌متر طراحی شوند. تغییرات زاویه حدود بین رنج ۶۵ و ۲۵ درجه است که این زاویه تعیین‌کننده مشخصه‌های انتقال حرارت و افت فشار صفحه مبدل است.

## مزایای مبدل‌های صفحه‌ای
- تنوع در طراحی صفحات و چیدمان شیارها و سایز و زوایا
- سطح انتقال حرارت با توجه به امکان در تغییر تعداد صفحات و شکل بندی آن به راحتی قابل وصول است.
- انتقال حرارت بهینه که به‌دلیل درهم بودن جریان و کوچکی قطر هیدرولیکی برای هر دو سیال عامل دارای ضریب انتقال حرارت بزرگ هستند.
- با توجه به فشردگی صفحات سطح انتقال حرات به حجم ارزشمند است.
- اتلاف حرارت بسیار ناچیز دارد و نیاز به عایقکاری ندارد
- در حالت خراب واشر لاستیکی دو سیال تحت هیچ شرایطی مخلوط نمی‌شوند.
- مبدل‌های حرارتی صفحه‌ای به‌دلیل توربولانس جریان درصد بسیار کمی رسوب‌گذاری دارد.

مبدل‌های صفحه‌ای به صورت ویژه‌ای فشرده هستند و در نرخ انتقال حرارت حرارت مشابه فضای محدودتری در مقایسه با مبدل‌های لوله دارد ضمن اینکه حجم کم و وزن کمتر و به طبع آن هزینه‌های کمتر در ساخت و بهره‌برداری و نگهداری را به همراه دارد. البته این نوع مبدل مانند همه تجهیزات صنعتی دارای محدودیت‌هایی هستند.

## محدودیتها
- حداکثر فشار کارکرد ۲۵ بار و در موارد کاملاً خاص حداکثر ۳۰ بار
- حداکثر دما و با واشرهای مخصوص حداکثر
- حداکثر دبی جریان
- سطح انتقال حرارت
- ضریب انتقال حرارت
- واشرهای لاستیکی محدودیت در حداکثر دمای قابل دستیابی و فشار کارکرد و نوع سیال را برای طراحی این نوع مبدل‌ها ایجاد می‌کند. ضمناً هندسه پیچیده کانال‌های جریان باعث افزایش ضریب اصطکاک در مبدل‌های حرارتی صفحه‌ای می‌شوند.

علت اصلی عدم پیشرفت استفاده از این نوع مبدل‌های در صنایع محدودیت ساخت صفحات بزرگ به جهت محدودیت در پرسکاری و ساخت صفحات است؛ که عملاً مبدل‌های حرارتی با اندازه‌های بیشتر از قابل ساخت نیستند یعنی در واقع بصرفه هم نیستند.
دبی‌های بزرگ جریان باعث افت فشارهای اضافی خواهد شد که از این منظر باعث محدودیت در ظرفیت گرمائی می‌شود که در مرتبه بالاتر طراحی واشرها به ترتیبی نیست که در فشار و دماهای بالاتر بتوان از این نوع مبدل‌ها سود جست.
مبدل‌های حرارتی صفحه‌ای را نمی‌توان برای کولینگ هوا استفاده کرد و حتی برای تبادل حرارت در کوپل‌های هوا-هوا یا گاز-گاز نیز مناسب نیستند ضمناً سیالاتی با لزجت بالا به ویژه وقتی خنک کاری مورد نظر باشد با توجه به اثرات توزیع جریان در این نوع مبدل‌ها ناکارآمد جلوه می‌کنند. ضمناً سرعت‌های کم جریان سیال کمتر از، ضرایب کوچک انتقال حرارت و به تبع آن بازدهی غیر بهینه را در مبدل‌های صفحه‌ای ایجاد می‌کند که به همین علت در سرعت‌های کمتر از نمی‌توان از این نوع مبدل‌ها سود جست.
مبدل‌های حرارتی صفحه‌ای برای انجام کندانس خیلی مناسب نیستند که این مورد بخصوص در مورد بخارها در خلأ نسبی صدق می‌کند زیرا فاصله‌های باریک صفحات و توربولانس ایجاد شده باعث به وجود آمدن افت فشارهای قابل ملاحظه‌ای در سمت بخار می‌شود. هرچند با توجه به پیشرفتهای حاصل شده در حال حاضر مبدل‌های حرارتی صفحه‌ای با طراحی‌های ویژه را می‌توان در سیستم‌های تبخیر و کندانس نیز استفاده کرد.
مسیرها و چیدمان جریان
واژه مسیر یا گذرگاه (passage) در مبدل‌های حرارتی صفحه‌ای به دسته‌ای از کانال‌ها گفته می‌شود که در آن‌ها جهت جریان یکسان باشد.
شکل ذیل چیدمان تک مسیری را که به نام چیدمان "U"و "Z" گفته می‌شود را مشاهده می‌کنید که هر چهار دهنه ورودی و خروجی در صفحه سر همگرا هستند (fixed-head plate) که این خاصیت امکان دمونتاژ مبدل را برای تعمیر و نگهداری بدون ایجاد مشکل در سیستم لوله‌کشی خارجی آن را فراهم می‌کند ضمناً در این نوع چیدمان توزیع جریان توربولانس تر از چیدمان نوعZ است.
چیدمان چند مسیره شامل مسیرهای متصل شده به‌شکل سری هستند که در شکل زیر چیدمان شکل بندی با دو مسیر و سه یا چهار کانال نمایش می‌دهند که باختصار آن را یا می‌نامند. این سیستم بجز صفحه مرکزی که در آن جریان هم جهت روان است دارای جریان مخالف جهت است.
شکل زیر سیستم جریان دو مسیر –یک مسیر (شکل بندی نوع ۱/۲) را نشان می‌دهد که در آن یک سیال در مسیر خط چین و سیال دیگر در دو مسیر خط توپر جریان دارد. در این نوع چیدمان نیمی از مبدل دارای جریان مخالف و نصف دیگر دارای جریان هم جهت است که از آن به عنوان سیستم نامتقارن نام برده می‌شود و اگر یکی از سیال‌های مورد استفاده دارای دبی حجمی بزرگتر از دیگری یا افت فشار مجاز کوچکتر از جریان دیگر باشد مورد استفاده قرار می‌گیرد.
چیدمان‌های چند مسیره همیشه باید ورودی و خروجی مبدل در هر دو سر ثابت و متحرک وجود داشته باشد. معمولاً تعداد مسیرها، تعداد کانال‌ها (مسیر جریان در دو صفحه مجاور) به ازای هر مسیر، برای دو سیال یکسان و به صورت متقارن باشد.
توزیع غیر متقارن در هر سیستم با کانال‌های متصل بهم منجمله مبدل‌های صفحه‌ای می‌تواند مشکل آفرین باشد که مسئله باید در طراحی این نوع سیستم‌های حرارتی بسیار مورد توجه قرار گیرد.

## سطوح کاربرد و استفاده مبدل‌های حرارتی صفحه‌ای
مبدل‌های حرارتی صفحه‌ای با داشتن مشخصات خاص به‌طور گسترده‌ای در صنایع غذائی مورد استفاده قرار می‌گیرند که به دلیل همین خاصیت یعنی تعمیر و نگهداری آسان و تمیز کاری بسیار راحت‌تر دامنه نفوذ خود را حتی تا صنعت خودروسازی نیز گسترش داده‌است. کاربردهای عمومی مبدل‌های حرارتی صفحه‌ای اصولاً در شرایط فازی مایع – مایع و جریان‌های توربولانس است. از موارد بسیار مهم استفاده از این نوع سیستم‌های حرارتی می‌توان به سیستم‌های خنک کن مرکزی که از آب دریا به عنوان چاه گرمائی استفاده می‌کند، اشاره کرد و همچنین وقتی بحث مواد خورنده مطرح است برگ برنده مبدل‌های حرارتی صفحه‌ای در استفاده بدون محدودیت از مواد با تحمل خوردگی بالا در ساخت صفحات مبدل است که می‌توان به عنوان نمونه از تیتانیوم در آن نام برد.
استخرهای ضدعفونی شونده به کمک نمک و استخرهای ضدعفونی شونده با کلرین، جکوزی و حوضچه‌های آبگرم، استخرهای با سیستم گرمایش خورشیدی، آبگرمکن‌ها و مولدهای آب گرم بهداشتی، چاه‌های حرارتی با هدف دفع حرارت از سیستم‌های حرارتی با استفاده از آب دریا و سیستم‌های بازیافت انرژی از آب پسماند نیز بخشی از این کاربردها می‌باشند؛ بنابراین، با توجه به مزیت انتقال حرارت میان دو سیال بدون تماس مستقیم آنها با یکدیگر، مبدل حرارتی گزینه ای ایده ال برای کاربری استخر و سایر صنایع مرتبط با آب به حساب می‌آید و بسته به نوع کاربری، انواع مختلفی از مبدل حرارتی متناسب با آن طراحی و ساخته می‌شود.

## خوردگی
وقتیکه از مواد با خورندگی بالا استفاده می‌کنیم مبدل‌های حرارتی صفحه‌ای بهتر گزینه است حتی اگر این مبدل را با صفحات گران‌قیمت بسازیم در مقایسه با مبدل‌های دیگر بصرفه ترند ضمناً با توجه به نازکی صفحات این نوع مبدل‌ها عملاً نیازی به گرفتن اضافه ضخامت در زمان طراحی نسبت به انواع دیگر بسیار ناچیز است البته با توجه به وجود جریان آشفته در صفحات این نوع مبدل‌ها وقتی که مواد شیمیائی با خورندگی بالا در این صفحات جریان دارد باید از مواد با کیفیت تر برای ساخت صفحات استفاده کنیم که البته با لحاظ تمام این شرایط ارجحیت استفاده از این نوع مبدل‌ها اثبات شده‌است.
انتخاب مواد برای ساخت صفحات مبدل با توجه به تجربه‌های سازندگان در جدول صفحه قبل خلاصه که در سفارش این نوع مبدل‌ها می‌تواند به کارشناسان تعمیر و نگهداری یا طراحان کمک شایانی نماید. صنعت مبدل گرمایی با توجه به حضور صنایع نفت، گاز و پتروشیمی در ایران از اهمیت بالایی برخوردار است و به دلیل اهمیت خوردگی در این صنایع، باید موضوع خوردگی در دانشگاه‌ها بیشتر مورد بررسی قرار گیرد.
افزایش غلظت مواد خورنده در یک لایه رسوبی سطحی که با اثر دمایی دیواره فلزی که زیر رسوب قرار دارد خوردگی موضعی را افزایش می‌دهد که می‌تواند باعث تخریب قابل ملاحظه گردد که در مبدل‌های صفحه‌ای این مشکل کمتر دیده می‌شود چون تمایل به رسوب‌گذاری با توجه به جریان همیشه آشفته گذرهای جریان در این نوع صفحات کمتر از مبدل‌های نوع دیگر است. مشکل تشکیل رسوب مبحث مهمی را در طراحی مبدل‌های حرارتی به خود اختصاص می‌دهد اما بیشتر این اطلاعات به صورت تجربی در اختیار سازندگان قرار دارد اما با توجه به دلائل زیر عدم تمایل به تشکیل رسوب در مبدل‌های حرارتی بسیار کمتر از مبدل‌های نوع لوله‌ای است.
جریان توربولانس باعث عدم ماند مواد معلق می‌شود. نمودار تغییرات سرعت در مقطع صفحه با توجه به عدم وجود ناحیه سرعت پائین یکنواخت است. با توجه به سطح صاف صفحات مبدل امکان صیقلی کردن آن‌ها وجود دارد. دپوی مواد خورده شده با توجه به نرخ بسیار پائین رسوب‌گذاری عملاً ناچیز به‌شمار می‌آید. با توجه به سادگی تمیز کاری مبدل‌های صفحه‌ای عملاً زمان مورد نیاز برای تشکیل رسوب ارضاء نمی‌شود.

## محاسبات انتقال حرارت و افت فشار
با توجه به اشکال مختلف طراحی مبدل‌های حرارتی طراحی این نوع مبدل‌ها بسیار تخصصی است. طراحی این نوع مبدل‌ها بر خلاف مبدل‌های پوسته‌ای به‌طور کاملاً انحصاری در اختیار سازندگان آن است. هرچند سعی فراوانی برای بهینه‌سازی دقت روابط انتقال حرارت و افت فشار در مبدل‌های حرارتی صفحه‌ای شده‌است اما اکثر این روابط نمی‌توانند به‌طور عمومی بکار روند ودارای قابلیت پیش‌بینی زیادی باشند. متأسفانه روش‌های طراحی که ارائه شده‌است ا